# Couepia amaraliae
Couepia amaraliae es una especie de planta fanerógama del género Couepia, familia Chrysobalanaceae. Fue  descrita por Ghillean 'Iain' Tolmie Prance. No se incluye ninguna subespecie en el Catálogo de la vida.